# Distretto elettorale di Ondobe
Il distretto elettorale di Ondobe è un distretto elettorale della Namibia situato nella Regione di Ohangwena con 23.954 abitanti al censimento del 2011. Il capoluogo è la città di Ondobe.
Oltre al capoluogo il distretto comprende anche il villaggio di Okanghudi, luogo di nascita del presidente della Namibia Hifikepunye Pohamba